# Bangassé (Boussou)
Pour les articles homonymes, voir Bangassé.
Ne doit pas être confondu avec Bangassi ou Bangassou.
Bangassé est une commune rurale située dans le département de Boussou de la province du Zondoma dans la région Nord au Burkina Faso.

## Géographie
Bangassé se trouve à environ 10 km au nord de Boussou, le chef-lieu du département, et à environ 35 km au sud-ouest de Gourcy et de la route nationale 2. Le village forme un ensemble avec celui de Kolkom.

## Santé et éducation
Bangassé accueille un centre de santé et de promotion sociale (CSPS) tandis que le centre médical se trouve à Gourcy.
La commune possède un lycée.